# Mycetina cyanipennis
Mycetina cyanipennis es una especie de coleóptero de la familia Endomychidae.

## Distribución geográfica
Habita en Malaya.